# آشا گیگی
آشا گیگی روبا (متولد ۱۵ اکتبر ۱۹۷۳) دونده مسافت طولانی اهل اتیوپی است که در ماراتن تخصص دارد. بهترین رکورد شخصی او ۲ ساعت و ۲۶ دقیقه و ۰۵ ثانیه در سال ۲۰۰۴ در ماراتن پاریس بود که در آن مقام دوم را کسب کرد. او نماینده اتیوپی در این رویداد در المپیک تابستانی ۲۰۰۴ ومسابقات جهانی دو و میدانی (۲۰۰۳ و ۲۰۰۵) بود. او ماراتن تورنتو واترفرانت و ماراتن فلورانس را برده است.
در اوایل دهه ۱۹۹۰ در دوران حرفه‌ای خود، او به همراه تیم اتیوپی درمسابقات جهانی دو صحرانوردی و مسابقات رله جاده‌ای جهانی مدال تیمی کسب کرد.

## حرفه
آشا گیگی که در آرسی زون در منطقه اورومیا اتیوپی متولد شده، فعالیت ورزشی خود را به‌عنوان یک دونده صحرایی آغاز کرد. او در سال ۱۹۹۴ به‌عنوان یکی از اعضای تیم ملی زنان اتیوپی در قهرمانی رله جاده‌ای جهان IAAF موفق به کسب مدال نقره شد. همچنین، در همان سال او مدال نقره تیمی دیگری را در قهرمانی دو و میدانی صحرانوردی جهان IAAF ۱۹۹۴ کسب کرد و مقام نوزدهم را در مسابقه طولانی از آن خود کرد.
در سال ۱۹۹۶، او نماینده تیم ملی اتیوپی در قهرمانی دو و میدانی صحرانوردی جهان بود و مقام چهل و سوم را به دست آورد. او در سال ۱۹۹۸ بار دیگر به تیم اتیوپی کمک کرد تا در قهرمانی رله جاده‌ای جهان موفق به کسب مدال طلا شوند. او همچنین در قهرمانی دو و میدانی صحرانوردی جهان IAAF ۱۹۹۸ مقام سی و ششم و در قهرمانی نیمه‌ماراتن جهان IAAF ۱۹۹۸ مقام نوزدهم را کسب کرد.
پس از کسب مقام‌های سی و دوم و بیست و هشتم در مسابقات قهرمانی صحرانوردی جهان در سال‌های ۱۹۹۹ و ۲۰۰۰، او بیشتر به مسابقات جاده‌ای و مسابقات پیست روی آورد. در سال ۱۹۹۹ مسابقه Phoenix 10k را برد. در قهرمانی دو و میدانی آفریقا ۲۰۰۲، او در مسابقه دو ۱۰٬۰۰۰ متر چهارم شد و در قهرمانی نیمه‌ماراتن جهان IAAF ۲۰۰۲ مقام هفدهم را کسب کرد. در سال بعد، او بهترین نتیجه خود را در مسابقات صحرانوردی جهان به دست آورد و در مسابقه بلند زنان مقام دهم را کسب کرد و پنجمین زن اتیوپیایی بود که به نزدیکی یک مدال دست یافت.
آشا گیگی برای اولین بار در سال ۲۰۰۳ در ماراتون سن دیگو شرکت کرد و زمان ۲ ساعت و ۳۱ دقیقه و ۳۹ ثانیه را به ثبت رساند که او را به تیم ملی رساند. در مسابقات جهانی دو و میدانی ۲۰۰۳ در پاریس، مقام نوزدهم را کسب کرد و بخشی از تیم اتیوپی بود که مدال نقره را در جام جهانی ماراتن IAAF به دست آورد. سال بعد، او در ماراتن زنان اوساکا مقام دهم را به دست آورد، اما سپس در ماراتن پاریس موفق به ثبت زمان شخصی ۲ ساعت و ۲۶ دقیقه و ۰۲ ثانیه شد و مقام دوم را پس از سالینا کوسگی کسب کرد. او برای اولین بار در المپیک انتخاب شد، اما در المپیک آتن ۲۰۰۴ نتوانست مسابقه ماراتون را به پایان برساند. همچنین در ماراتن نیویورک شرکت کرد، اما تنها به مقام سیزدهم دست یافت.
او برای سومین سال پیاپی در سال ۲۰۰۵ در پاریس دوید و با زمان ۲ ساعت و ۲۷ دقیقه و ۴۱ ثانیه، سومین مقام را کسب کرد. سومین انتخاب ملی متوالی او، بهترین نتیجه‌اش را در سطح جهانی به ارمغان آورد، به طوری که در ماراتن قهرمانی دو و میدانی جهان ۲۰۰۵ در هلسینکی، مقام شانزدهم را کسب کرد. او در ماراتن سنگاپور در دسامبر (۲ ساعت و ۴۶ دقیقه و ۱۴ ثانیه) عملکرد ضعیفی داشت، اما در سال ۲۰۰۶ به فرم خود بازگشت و با زمان ۲ ساعت و ۳۲ دقیقه و ۳۵ ثانیه در پاریس هفتم شد. او در ماراتن برلین آن سال (۲ ساعت و ۳۲ دقیقه و ۳۲ ثانیه) چهارم شد و در ماراتن زنان توکیو به عنوان یک پیشرو دیرهنگام حضور داشت، اما نتوانست مسابقه را به پایان برساند.
او در سال ۲۰۰۷ سومین ماراتن زیر ۲ ساعت و ۳۰ دقیقه خود را در پاریس ثبت کرد و با زمان ۲ ساعت و ۲۹ دقیقه و ۱۱ ثانیه، مقام چهارم را کسب کرد. اولین پیروزی او در این مسافت در ماراتن تورنتو واترفرانت بود که با وجود شروع سریع، موفق به شکستن رکورد مسیر با زمان ۲ ساعت و ۳۳ دقیقه و ۱۵ ثانیه شد. فصل ۲۰۰۸ یکی از موفق‌ترین فصل‌های او بود: او سومین زمان سریع خود (۲ ساعت و ۲۸ دقیقه و ۲۴ ثانیه) را در ماراتن دبی به ثبت رساند و مقام ششم را کسب کرد، سومین مقام را در ماراتن هامبورگ با زمان زیر ۲ ساعت و ۳۰ دقیقه به دست آورد و سپس در تلاش برای دفاع از عنوان خود در ماراتن تورنتو واترفرانت، مقام دوم را کسب کرد. او همچنین نیمه‌ماراتن پراگ را برنده شد.
تنها حضور او در سال ۲۰۰۹ در دبی بود، جایی که در مجموع مقام یازدهم را کسب کرد. پس از یک وقفه در دویدن در سال ۲۰۱۰، او در ماراتن بین‌المللی شیامن ششم شد. آشا گیگی دومین ماراتن خود را در سال ۲۰۱۱ در ماراتن فلورانس برنده شد و با زمان ۲ ساعت و ۳۱ دقیقه و ۳۶ ثانیه تمام رقبا را شکست داد.